# Хмура, Януш
Януш Хмура (пол. Janusz Chmura)  (род. ? — ум. 2014) — польский учёный в области горного дела. Возглавлял Польское общество охраны подземных памятников «Hades-Polska».

## Из творческой биографии
Старший научный специалист, магистр-инженер Януш Хмура — уроженец поселка Швидници. После окончания Краковской горно-металлургической академии несколько лет работал на угольных шахтах в Ястржембе. Вернулся в Горно-металлургической академии имени Станислава Сташица (КГМА) на кафедру геомеханики, строительства и геотехники. Под научным руководством проф. З. Стржелецкого начал исследование исторических подземных сооружений и более 30 лет отдал делу реновации и технического обеспечения памятников горного дела. Много лет был научным секретарем Общества восстановления исторических подземных объектов, а также Общества обеспечения подземной части Старого Кракова.
Хмура Януш — автор 95 научных публикаций (в том числе двух книг), связанных с обеспечением устойчивости подземных сооружений и реновацией памятников горного дела (в частности в Бохне и Величке).